# Hylemera puella
Hylemera puella là một loài bướm đêm trong họ Geometridae.